# سازمان آموزش و پرورش استثنایی
سازمان آموزش و پرورش استثنایی، یک سازمان دولتی زیرمجموعهٔ وزارت آموزش و پرورش است. که در پی تصویب قانون تشکیل سازمان آموزش و پرورش استثنایی توسط مجلس شورای اسلامی ایران در ۱۳۶۹/۰۹/۲۱و تصویب اساسنامه سازمان آموزش و پرورش استثنایی در ۱۳۷۰/۰۵/۲۹ تشکیل گردید. شایان ذکر است رئیس این سازمان معاونت وزیر آموزش و پرورش را برعهده دارد.

## پیشینه
آموزش و پرورش دانش‌آموزان استثنایی در ایران از حدود ۹۰ سال پیش و توسط افراد علاقه‌مند، به‌صورت داوطلبانه و در بخش غیردولتی آغاز شد. سپس در سال ۱۳۴۷ دفتری به نام آموزش کودکان و دانش‌آموزان استثنایی در وزارت آموزش و پرورش تشکیل و فعالیت‌ها در قالب مدارس استثنایی و کلاس‌های خاص، شکل دولتی و رسمی به خود گرفت. پس از انقلاب ۱۳۵۷، به‌منظور توجه بیشتر به آموزش و پرورش و توان‌بخشی کودکان استثنایی، قانون تشکیل «سازمان آموزش و پرورش استثنایی» در آذر ۱۳۶۹ توسط مجلس شورای اسلامی تصویب شد و اساسنامهٔ آن در مردادماه ۱۳۷۰ به تصویب مجلس رسید. و سازمان آموزش و پرورش استثنایی به‌صورت مؤسسه دولتی وابسته به وزارت آموزش و پرورش در سال ۱۳۷۰ آغاز به کار کرد.

## همکاری با یونیسف
سازمان آموزش و پرورش استثنایی با همکاری یونیسف، در حوزه تولید محتوای یادگیری دیجیتال، مجموعه‌ای از کارگاه‌های تربیت مربی را با هدف ارتقای آموزش به کودکان با نیازهای خاص برگزار کردند. ۸۰ معلم از سراسر کشور در این دوره آموزشی ۴۰ ساعته که با حمایت مالی اتحادیه اروپا برگزار شد، شرکت کردند.
این آموزش‌ها با هدف افزایش دسترسی به محتوای یادگیری دیجیتال برای کودکان با نیازهای خاص برگزار شد.

## مدارس و دانش‌آموزان

### مدارس
در سال ۱۳۹۹ دانش‌آموزان خاص در ۱۶۰۰ مدرسه استثنایی، ۲۰ هزار مدرسه پذیرا و ۸۰۵ مدرسه به‌عنوان مدارس پشتیبان مشغول به تحصیل هستند. از این تعداد مدارس، ۳۴ مدرسه شبانه‌روزی، ۴۸ مدرسه ویژه دانش‌آموزان طیف اوتیسم، ۲۳ مدرسه خاص دانش‌آموزان نابینا و ۲۶ مدرسه ویژه دانش‌آموزان معلول جسمی حرکتی و ۱۰۰ مدرسه نیز خاص دانش‌آموزان آسیب دیده شنوایی است. میانگین تراکم دانش‌آموز در مدارس استثنایی ۵۳ نفر است.
از جمله وظایف این سازمان، ایجاد مدارس ویژه، اجرای برنامه‌های آموزش فراگیر، ارائه خدمات توانبخشی و تجهیز دانش‌آموزان به ابزارها و فناوری‌های کمک‌آموزشی است. همچنین، این سازمان در زمینه آموزش معلمان متخصص و تدوین محتوای آموزشی مناسب فعالیت دارد.

### دانش‌آموزان
این سازمان بیش از ۱۵۲ هزار دانش‌آموز استثنایی را در ۷ گروه تحت پوشش قرار داده‌است:
1. آسیب شنوایی
2. چند معلولیتی
3. معلولیت جسمی - حرکتی
4. آسیب‌دیدگی بینایی
5. اختلال رفتاری - هیجانی
6. اختلال طیف اوتیسم
7. مشکلات ویژه یادگیری

## ساختار

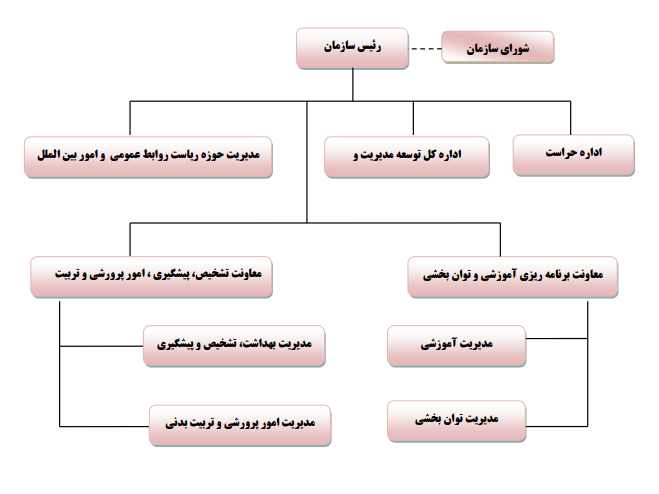
نمودار تشکیلاتی سازمان آموزش و پرورش استثنایی

این سازمان به‌طورکلی از سه معاونت به شرح زیر تشکیل شده‌است:
- معاونت آموزشی، پرورشی و تربیت بدنی
- معاونت پیشگیری، تشخیص و توان‌بخشی
- معاونت برنامه‌ریزی و توسعه منابع

## فهرست رؤسای سازمان
اسامی رؤسای سازمان از بدو تشکیل در سال ۱۳۷۰ عبارتند از:
- غلامعلی افروز (۱۳۷۰ تا ۱۳۷۲)
- فاطمه صبور مهاجر (۱۳۷۲ تا ۱۳۷۳)
- عبدالحمید معافیان (۱۳۷۳ تا ۱۳۷۶)
- مجید قدمی (۱۳۷۶ تا ۱۳۸۶)
- سید محمد طباطبایی (۱۳۸۶ تا ۱۳۸۷)
- سوسن کشاورز (۱۳۸۷ تا ۱۳۹۰)
- حسین هژبری (۱۳۹۰)
- نامدار عبدالهیان (بهمن ۱۳۹۰ تا تیر ۱۳۹۳)
- مجید قدمی (۱۳۹۳ تا ۱۳۹۸)
- سید جواد حسینی (۱۳۹۸ تا ۱۴۰۰)
- حمید طریفی حسینی (دی ۱۴۰۰ تا ۱۴۰۲)[۱۰]
- حجت‌الله الماسی (۱۴۰۲ تا مهر ۱۴۰۳)
- سالار قاسمی (مهر ۱۴۰۳ تاکنون)